# Olophontosia dinawa
Olophontosia dinawa är en fjärilsart som beskrevs av George Thomas Bethune-Baker 1904. Olophontosia dinawa ingår i släktet Olophontosia och familjen tandspinnare. Inga underarter finns listade i Catalogue of Life.